# Simon Renucci
Pour les articles homonymes, voir Renucci.
Simon Renucci, né le 29 mars 1945 à Cozzano, est un homme politique français.

## Biographie
Docteur en pédiatrie, Simon Renucci attend pour s'engager dans l'action politique l'année 1997 où il échoue de peu aux élections législatives face au candidat UDF sortant José Rossi. L'année suivante, il est élu conseiller général du canton d'Ajaccio-3 et conseiller à l'Assemblée de Corse. En 2000, à la suite d'élections anticipées, il intègre le conseil municipal d'Ajaccio, avant, en 2001, de remporter l'élection municipale alors que la droite régnait sur la ville depuis un demi-siècle.
Il occupe également la fonction de président de la communauté d'agglomération du Pays ajaccien de 2001 à 2014.
Il est enfin élu député le 16 juin 2002, pour la XIIe législature (2002-2007), dans la 1re circonscription de Corse-du-Sud. Ancien membre du PS, dans le courant de Michel Rocard, fondateur du Mouvement corse social-démocrate (MCSD) en 1996, il est apparenté au groupe socialiste. Il est réélu en juin 2007.
En mars 2008, il est réélu maire d'Ajaccio avec 66 % des voix, bénéficiant d'une triangulaire face à deux candidats de droite. Paul Ruault, candidat UMP, obtient 20,19 % des suffrages et Philippe Cortey ne réussit pas sa tentative de prendre les rênes de la droite en ne réunissant que 13,44 % des voix.
En 2010, il prend la tête d'une liste divers gauche Corse social-démocrate pour les élections à l'Assemblée de Corse, où il recueille 6,64 % des voix. Au second tour, il fusionne avec la liste « L'Alternance » de Paul Giacobbi mais n'est pas présent dans la nouvelle Assemblée. Toutefois, des candidats présents sur sa liste au premier tour sont élus.
Le 17 juin 2012, Simon Renucci perd son siège de député face à Laurent Marcangeli.
En octobre 2013, il annonce son souhait de poursuivre la transformation de la cité ajaccienne commencée en 2001 et annonce qu'il brigue un troisième mandat.
Le 30 mars 2014, au soir de sa défaite aux municipales à Ajaccio contre son rival UMP, Laurent Marcangeli, il annonce son retrait de la vie politique. Cependant, battu de seulement 281 voix, il décide de présenter un recours en annulation du scrutin devant le tribunal administratif de Bastia qui lui donne raison en annulant les élections le 23 octobre 2014. De son côté, Laurent Marcangeli renonce à faire appel du jugement et démissionne peu après de ses fonctions de maire.
Renucci revient sur la scène publique à la faveur des élections municipales anticipées de 2015, où, au début de la campagne, il est crédité d'un sondage au score en net recul par rapport à celui de l'année précédente. Le 25 janvier, lors du premier tour, il recueille le faible score de 27,4 % des voix contre 42,14 % à son adversaire, l'UMP Laurent Marcangeli. Au second tour, le 1er février, ce dernier l'emporte largement avec 59,5 % des voix devant Renucci qui obtient 40,5 %.
Simon Renucci annonce son retrait « définitif » de la vie politique en juin 2020, peu après avoir été réélu conseiller municipal d'Ajaccio, mandat dont il démissionne. Il annonce cependant continuer de militer pour son parti Corse social-démocrate, « en tant que citoyen ».

## Synthèse des mandats
- 16/03/1998 - 10/07/2002 : membre de l'Assemblée de Corse
- 23/03/1998 - 17/04/2001 : membre du conseil général de la Corse-du-Sud
- 24/09/2000 - 18/03/2001 : membre du conseil municipal d'Ajaccio (opposition)
- 16/06/2002 - 2012 : député de la première circonscription de Corse du Sud (mandat reconduit le 17 juin 2007)